# ミンゲチェヴィル
ミンゲチェヴィル(アゼルバイジャン語: Mingəçevir)はアゼルバイジャンのクバ・カチュマズ地方の都市である。2015年の人口は約10万人で、4番目に大きい。都市を分断するクラ川の水力発電所から、「光の都市」として知られる。この地域には何千年も前から人が住んでいるが、市制は1948年である。第二次世界大戦で捕虜になったドイツ兵が収容されていた。

ミンゲチェビル工芸機関が有る。

## 歴史
紀元前3000年頃、既に定住が居た。

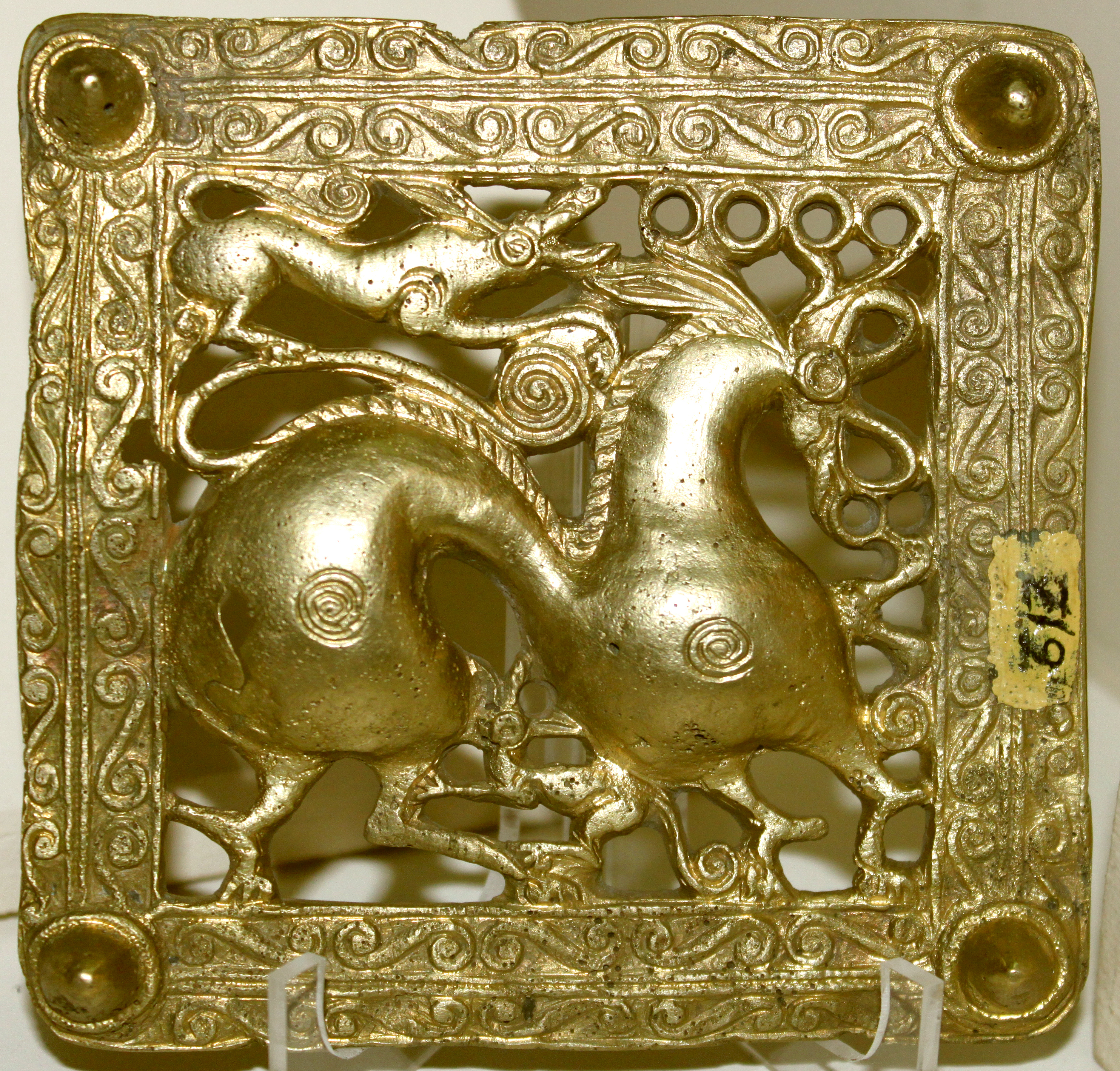
スキタイの金の帯(紀元前7世紀)

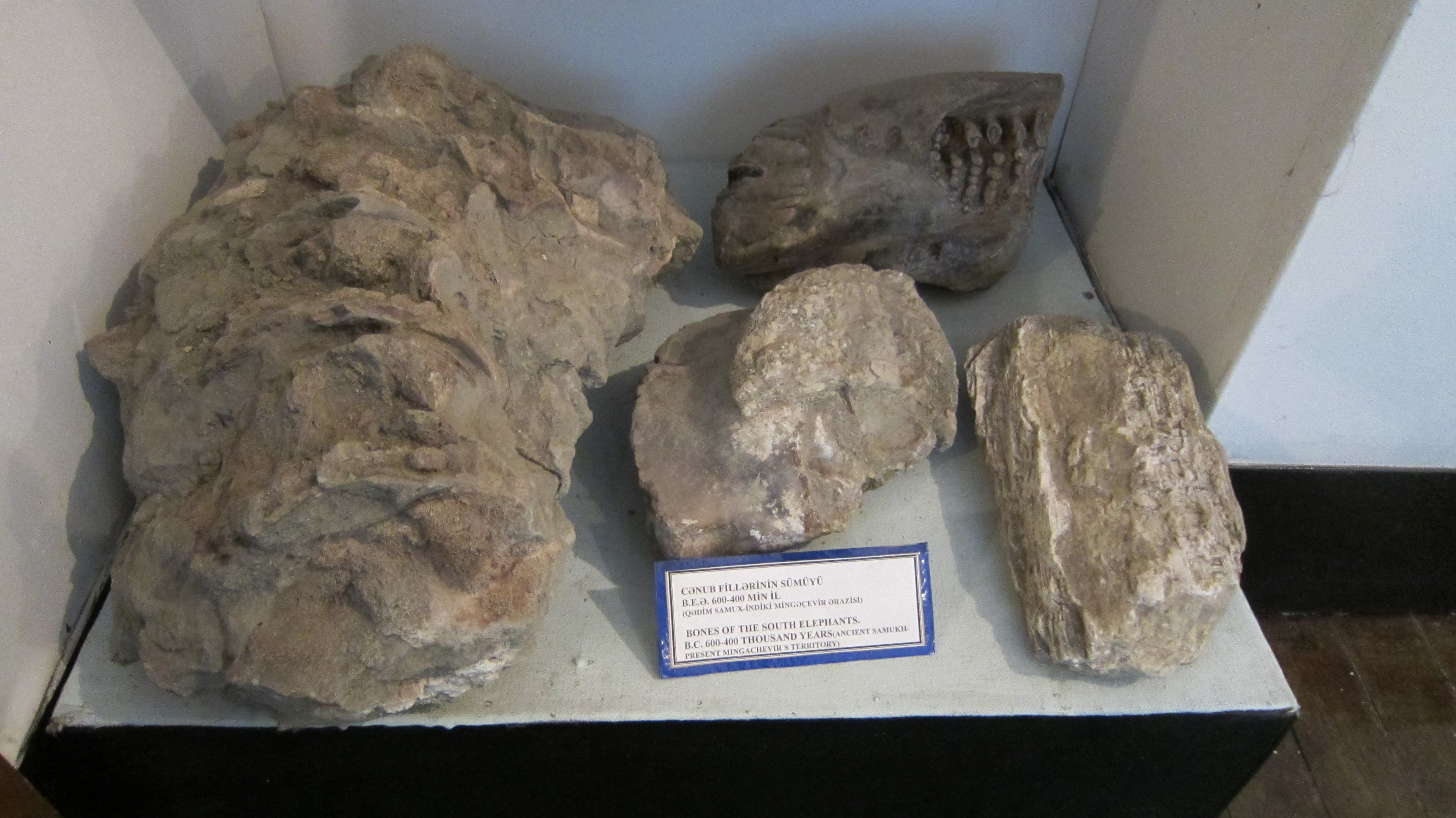
南象の骨(紀元前60万～40万年)(ミンゲチェヴィル歴史博物館収蔵)

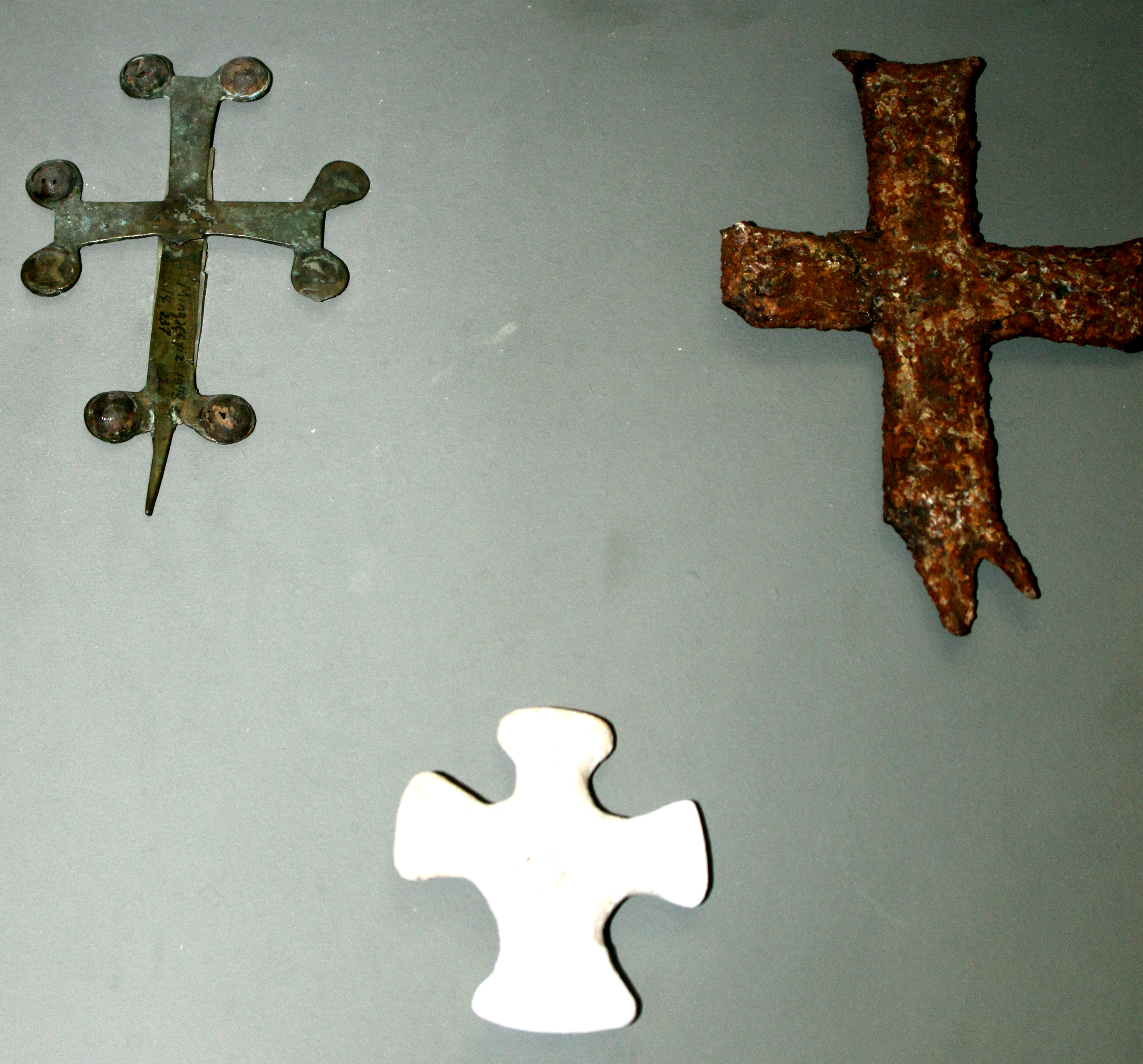
ミンゲチェヴィル教会群から発見されたカフカス・アルバニア王国の十字架

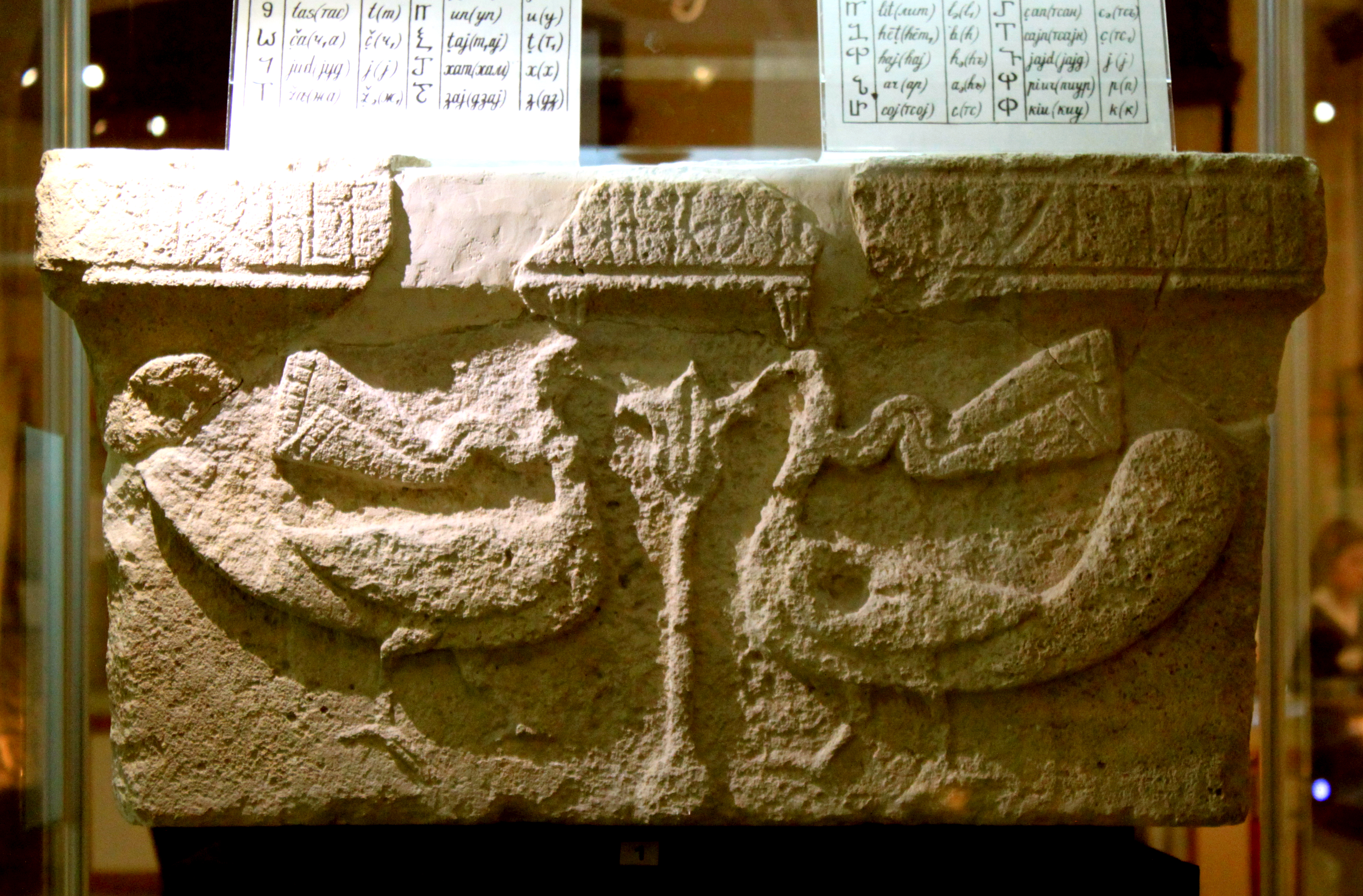
アルバニア文字が刻まれた、カフカス・アルバニア王国の台座

紀元前2世紀、カフカス・アルバニア王国が成立した。
紀元前1世紀、ポンペイ将軍率いるローマ帝国軍と、オリス王率いるカフカス・アルバニア王国軍が現在ダムが有るクラ川の丘で戦った。
17世紀、オスマン帝国のエヴリヤ・チェレビはミンゲチェビルを訪れ、ボズダグ山の近くのクラ川の丘に大きな町が有ると述べた。モスクの他に絹糸・絹服工場、公衆浴場が有った。大通りは「使者の道」と呼ばれ、中東の大都市と繋がっていた。
1930年代中頃、水力発電所の建設に先立って、人類学者が調査を行った。
第二次世界大戦によって調査は中断された。戦後、すぐに水力発電所の建設が始まった。国中から2万人の労働者が集まった。その半分はドイツ人捕虜だった。
1948年、市に昇格した。

## 気候
| ミンゲチェヴィルの気候 | ミンゲチェヴィルの気候 | ミンゲチェヴィルの気候 | ミンゲチェヴィルの気候 | ミンゲチェヴィルの気候 | ミンゲチェヴィルの気候 | ミンゲチェヴィルの気候 | ミンゲチェヴィルの気候 | ミンゲチェヴィルの気候 | ミンゲチェヴィルの気候 | ミンゲチェヴィルの気候 | ミンゲチェヴィルの気候 | ミンゲチェヴィルの気候 | ミンゲチェヴィルの気候 |
| 月                     | 1月                    | 2月                    | 3月                    | 4月                    | 5月                    | 6月                    | 7月                    | 8月                    | 9月                    | 10月                   | 11月                   | 12月                   | 年                     |
| ---------------------- | ---------------------- | ---------------------- | ---------------------- | ---------------------- | ---------------------- | ---------------------- | ---------------------- | ---------------------- | ---------------------- | ---------------------- | ---------------------- | ---------------------- | ---------------------- |
| 平均最高気温 °C （°F） | 7.1 (44.8)             | 8.6 (47.5)             | 12.9 (55.2)            | 20.9 (69.6)            | 26.0 (78.8)            | 30.0 (86)              | 33.9 (93)              | 32.6 (90.7)            | 28.4 (83.1)            | 21.0 (69.8)            | 14.4 (57.9)            | 9.3 (48.7)             | 20.43 (68.76)          |
| 平均最低気温 °C （°F） | −0.9 (30.4)            | 0.4 (32.7)             | 4.0 (39.2)             | 9.3 (48.7)             | 14.2 (57.6)            | 18.6 (65.5)            | 21.6 (70.9)            | 20.6 (69.1)            | 17.0 (62.6)            | 11.1 (52)              | 6.2 (43.2)             | 1.4 (34.5)             | 10.29 (50.53)          |
| 降水量 mm （inch）     | 19 (0.75)              | 25 (0.98)              | 27 (1.06)              | 39 (1.54)              | 54 (2.13)              | 49 (1.93)              | 26 (1.02)              | 27 (1.06)              | 26 (1.02)              | 53 (2.09)              | 30 (1.18)              | 22 (0.87)              | 397 (15.63)            |
| 出典：Climate-Data.org |                        |                        |                        |                        |                        |                        |                        |                        |                        |                        |                        |                        |                        |

## 民族・宗教
- 98%がアゼルバイジャン人
- 99%がムスリム

## 姉妹都市
| - トリヤッチ(ロシア)(2005年～) - ゴルバシ(トルコ)(2007年～) - ポラツク(ベラルーシ)(2012年～) |